# Seth Martin
Seth Martin (4. května 1933 Rossland, Britská Kolumbie, Kanada – 6. září 2014) byl kanadský hokejový brankář. Hrával převážně v amatérských ligách. S týmem Trail Smoke Eaters reprezentoval Kanadu na světovém šampionátu 1961 a vybojoval s ním titul mistra světa. Bylo to naposledy, kdy Kanada zvítězila zastoupena amatérským týmem. Seth Martin s týmem Trail Smoke Eaters reprezentoval ještě na dalších čtyřech mistrovstvích světa. Celkem čtyřikrát byl jmenován nejlepším gólmanem turnaje. V Evropě byl velmi populární, měl přezdívku "Seeth".
V NHL odehrál jednu sezónu – 1967/68 za St. Louis Blues. Odchytal 30 utkání a přispěl k postupu St. Louis až do finále Stanley Cupu, kde však prohráli s Montreal Canadiens. Po této sezóně měl nabídky k pokračování v profesionální kariéře, u hokeje zůstal jen jako amatér a později trenér. V roce 1997 byl jmenován do Síně slávy Mezinárodní hokejové federace.

## Ocenění
- člen Síň slávy IIHF (1997)